# 黄海龙
黄海龙（1963年9月—），男，壮族，广西崇左人，中华人民共和国政治人物，中国共产党党员，第十三届全国人民代表大会广西壮族自治区代表。

## 生平
2018年，黄海龙被选为广西壮族自治区出席第十三届全国人民代表大会代表。